# Brogleshütte
De Brogleshütte (Italiaans: Rifugio Malga Brogles) is een berghut in de gemeente Villnöß in de Italiaanse provincie Bozen-Zuid-Tirol. De berghut ligt op een hoogte van 2045 meter in de Geislergroep van de Dolomieten. De hut wordt privaat uitgebaat en is geen eigendom van een alpenvereniging.
Nabijgelegen hutten zijn onder andere de Regensburger Hütte en de Schlüterhütte. Bergtoppen die vanaf de Brogleshütte beklommen worden zijn onder andere de Cima di Borgles (2568 meter, anderhalf uur) en de Pitla Fermeda (2814 meter).